# 建安站 (吉林省)
建安站，位于中华人民共和国吉林省辽源市东辽县建安镇，是辽长铁路上的火车站。

## 外部連結
- 中国铁路客户服务中心 （页面存档备份，存于）